# Le crime était signé
Pour plus de détails, voir Fiche technique et Distribution.
Pour l’article homonyme, voir Vicki.
Le crime était signé (titre original : Vicki) est un film américain en noir et blanc réalisé par Harry Horner, sorti en 1953.

## Fiche technique
- Titre : Le crime était signé
- Titre original : Vicki
- Réalisation : Harry Horner
- Scénario : Dwight Taylor et Leo Townsend (non crédité) d'après un roman de Steve Fisher
- Production : Leonard Goldstein
- Société de production et de distribution : Twentieth Century Fox
- Photographie : Milton R. Krasner
- Montage : Dorothy Spencer
- Musique : Leigh Harline
- Direction artistique : Richard Irvine et Lyle R. Wheeler
- Décorateur de plateau : Claude E. Carpenter
- Costumes : Renié et Charles Le Maire
- Pays de production :  États-Unis
- Langue : Anglais
- Genre : Drame, Film noir
- Format : Noir et blanc - 35 mm - 1,37:1 - Son : Mono (Western Electric Recording)
- Durée : 85 minutes
- Dates de sortie : 
  - États-Unis : 7 septembre 1953 (première)
  - États-Unis : 5 octobre 1953 (sortie nationale)
  - France : 9 juin 1954

## Distribution
- Jeanne Crain : Jill Lynn
- Jean Peters : Vicki Lynn
- Elliott Reid : Steve Christopher
- Richard Boone : Lieutenant Ed Cornell
- Max Showalter : Larry Evans
- Alexander D'Arcy : Robin Ray
- Carl Betz : Détective MacDonald
- Aaron Spelling : Harry Williams
- John Dehner : Capitaine de police
- Charles Wagenheim : Patron du cinéma miteux